# Edward M. Purcell
Edward Mills Purcell, född 30 augusti 1912 i Taylorville i Illinois, USA, död 7 mars 1997 i Cambridge i Massachusetts, var en amerikansk fysiker, som var verksam vid Harvarduniversitetet. Han tilldelades 1952 tillsammans med Felix Bloch nobelpriset i fysik "för deras utveckling av nya metoder för kärnmagnetiska precisionsmätningar och därmed gjorda upptäckter". Kärnmagnetisk resonans (NMR) har blivit allmänt använd för att studera rena materials molekylstruktur och blandningars sammansättning.

## Biografi
Purcell tog sin kandidatexamen i elektroteknik vid Purdue University, följt av masterexamen och doktorsexamen i fysik vid Harvard University. Han var medlem i Alpha Xi-kapitlet i Phi Kappa Sigma-brödraskapet medan han studerade i Purdue.

## Karriär och vetenskapligt arbete
Efter att ha tillbringat åren under andra världskriget med att arbeta vid MIT Radiation Laboratory med utvecklingen av mikrovågsradar, återvände Purcell till Harvard för att forska. I december 1946 upptäckte han kärnmagnetisk resonans (NMR) tillsammans med sina kollegor Robert Pound och Henry Torrey. NMR ger forskare ett elegant och exakt sätt att bestämma kemisk struktur och egenskaper hos material, och används ofta inom fysik och kemi. Det är också grunden för magnetisk resonanstomografi (MRT), en av de viktigaste medicinska framstegen under 1900-talet. För sin upptäckt av NMR delade Purcell Nobelpriset i fysik 1952 med Felix Bloch från Stanford University.

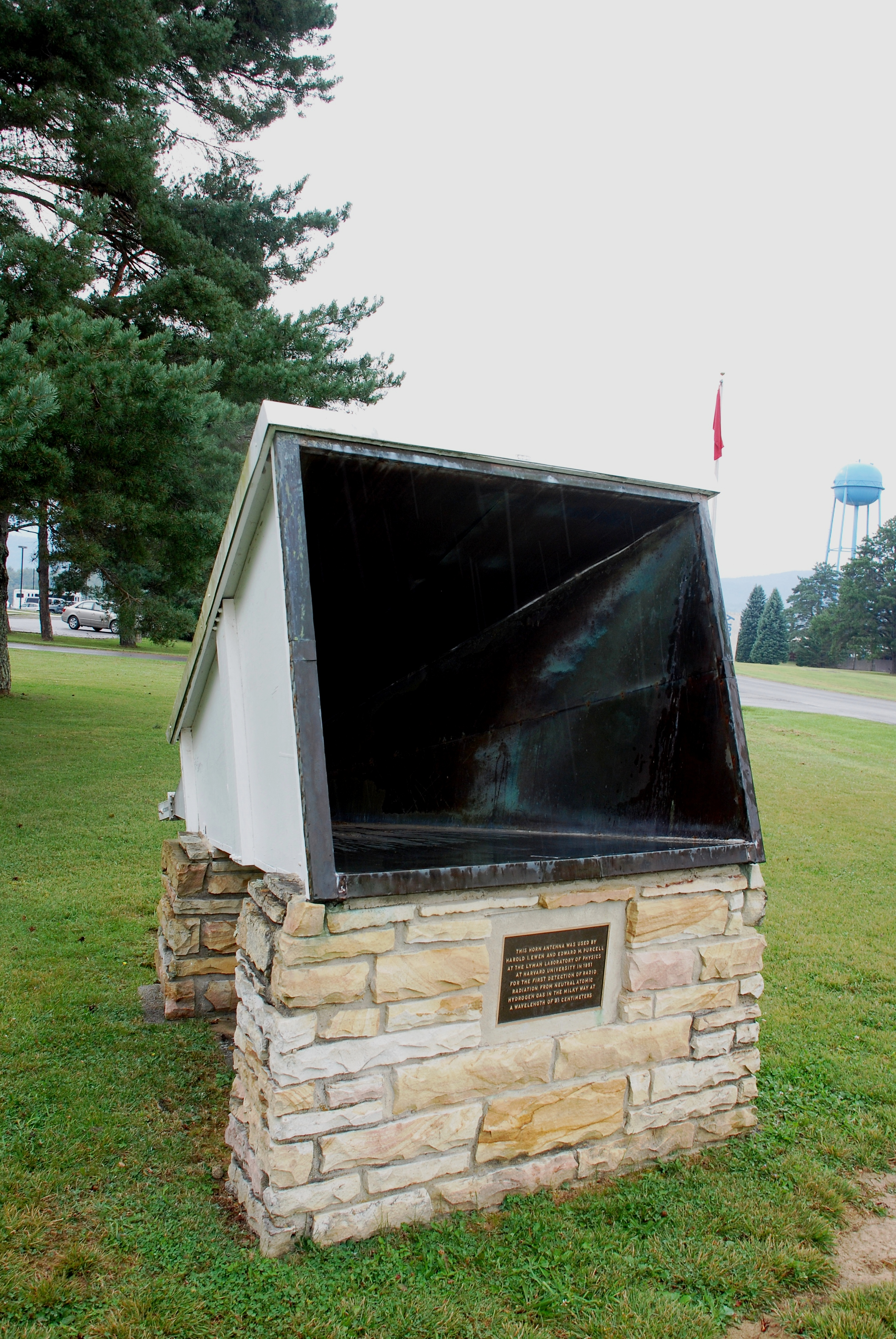
Hornantenn som användes av Harold I. Ewen och Edward M. Purcell vid Lyman Laboratory of Physics vid Harvard University 1951 för den första upptäckten av radiostrålning från nukleär atomär vätgas i Vintergatan vid en våglängd på 21 cm. Nu vid National Radio Astronomy Observatory.

Purcell gav också bidrag till astronomin som den förste som upptäckte radioemission från neutralt galaktiskt väte (den berömda 21 cm-linjen på grund av hyperfin splittring), vilket gav de första bilderna av Vintergatans spiralarmar. Denna observation hjälpte till att starta fältet radioastronomi, och mätningar av 21 cm-linjen är fortfarande en viktig teknik i modern astronomi. Han har också givit banbrytande bidrag till fasta tillståndets fysik, med studier av spinn-eko-relaxering, kärnmagnetisk relaxering och negativ spinntemperatur (viktigt i laserns utveckling). Tillsammans med Norman F. Ramsey var han den första som ifrågasatte partikelfysikens CP-symmetri. 

## Utmärkelser och hedersbetygelser
- Nobelpriset i fysik, med  Felix Bloch,  1952[6][7]
- Richtmyer Memorial-priset,  1953[8]
- Oersted-medaljen,  1967[9]
- Karl G. Jansky Lectureship,  1976
- National Medal of Science,  1979
- Max Delbruck-priset,  1984[10][11]
- Beatrice M. Tinsley-priset,  1988[12]
- Utländsk ledamot av Royal Society,  29 juni 1989[13]
- Fellow of the American Academy of Arts and Sciences

[Redigera Wikidata]
Purcell var mottagare av många utmärkelser för sitt vetenskapliga, pedagogiska och medborgerliga arbete. Han fungerade som vetenskaplig rådgivare till presidenterna Dwight D. Eisenhower, John F. Kennedy och Lyndon B. Johnson. Han var president för American Physical Society och medlem av American Philosophical Society, National Academy of Sciences och American Academy of Arts and Sciences. Han tilldelades National Medal of Science 1979 och Jansky Lectureship inför National Radio Astronomy Observatory. Purcell valdes också in i sitt broderskaps (Phi Kappa Sigma) Hall of Fame som den första Phi Kap någonsin som fick ett Nobelpris.